# Ángel Cabrera (universitaire)
Pour les articles homonymes, voir Cabrera et Ángel Cabrera.
Ángel Cabrera, né le 5 août 1967 à Madrid, est l'actuel président de l'université Georgia Tech, située à Atlanta, Géorgie, aux Etats-Unis. Il a auparavant été le président de l'université George Mason.

## Biographie

### Études
Né en Espagne, Ángel Cabrera fait ses études à l'université polytechnique de Madrid, où il obtient une licence et un master en ingénierie des télécommunications. Il étudie ensuite au Georgia Institute of Technology aux États-Unis, où il obtient un master et un doctorat en psychologie cognitive, dans le cadre du programme Fulbright.

### Carrière
De 1998 à 2004, il est professeur et doyen à l'Instituto de Empresa à Madrid. En 2004, il est nommé président de la Thunderbird School of Global Management en Arizona. Il quitte cette dernière en 2012 pour prendre la tête de l'université George Mason, dont il devient le sixième président.

### Distinctions
En 2002, le Forum économique mondial nomme Ángel Cabrera Global Leader of Tomorrow. En 2005, il est aussi nommé Young Global Leader. En 2007, il préside l'initiative "Principes pour une éducation au management responsable" de l'ONU. En 2008, l'Institut Aspen le nomme Henry Crown Fellow.